# هادي أحمد ناصر
هادي أحمد ناصر عوض هادي الماحل سالم بن سليمان المدحجي العولقي، أحد قيادات جمهورية اليمن الديمقراطية الشعبية ومن فدائي الثورة والرعيل الأول،  من مقاتلي ثورة 14 أكتوبر والاستقلال. وهو حاصل على وسام (22 يونيو) ووسام (30 نوفمبر) من الدرجة الأولى وعدد من الأوسمة الوطنية والدولية الأخرى.
ولد هادي أحمد ناصر في عام 1948م في - قرية أل المدحجي - قرية حسحسة وادي يشبم في مديرية الصعيد التابعة لمحافظة شبوة. ينتمي الشهيد إلى قبيلة أل المدحجي أل علي أل معن إحدى قبائل العوالق العليا.

## التعليم
تلقى تعليمه في المرحلة الابتدائية في قرية يشبم ومدينة زنجبار بمحافظة أبين. وواصل تعليمه للمرحلة المتوسطة في (مدرسة النهضة) الأهلية بالشيخ عثمان على نفقة أهله وذويه. وأنتقل إلى ثانوية (الأتحاد) سابقاً (الشعب) حالياً.

## العمل السياسي
بعد إنهاءه السنة الثانية من دراسته الثانوية، انخرط في العمل الوطني والسياسي المناهض للاستعمار البريطاني في وقت مبكر ضمن الحركة الطلابية في عدن أنذاك، وطرد هو ومجموعة من الطلاب بسبب قيادتهم للاضرابات ومناصرتهم لاندلاع الثورة المسلحة بقيادة الجبهة القومية عام 1963م. التحق بعد طرده من الثانوية مع الطلائع المسلحة للدفاع عن الثورة السبتمبرية في اليمن الشمالي. شارك بفعالية في مرحلة الكفاح المسلح ضد الاستعمار البريطاني وتحقيق الاستقلال الوطني.
التحق بعد الاستقلال للعمل بالشرطة الشعبية برتبة ملازم ثاني. اعتقل إثر أحداث مايو 1968م نتيجة موقفه بتأييده لقرارات المؤتمر الرابع للجبهة القومية حتى قيام حركة 22 يونيو التصحيحية عام 1969م. اعيد للعمل في الشرطة الشعبية بعد حركة 22 يونيو التصحيحية.
كُلّف مع مجموعة من الضباط بالتحول للعمل في القوات المسلحة وتأسيس (اللواء 22 مشاة). فكان له شرف المساهمة في بناء القوات المسلحة. وكان برتبة ملازم أول.
انتخب عضواً أساسياً في اللجنة المركزية للتنظيم السياسي الجبهة القومية في المؤتمر العام الخامس عام 1972م.
شارك في بيان طرابلس 1972م أحد اتفاقيات الوحدة اليمنية بين جمهورية اليمن الديمقراطية الشعبية والجمهورية العربية اليمنية في الفترة من 26 نوفمبر 1972م إلى 28 نوفمبر 1972م. وكان عضواً في لجنة الشؤون العسكرية المشتركة بين الدولتين وأعضائها هم: محمد صالح مطيع، ملازم أول هادي احمد ناصر، رائد احمد صالح عبده، رائد احمد سالم عبيد، رائد احمد صالح حاجب، نقيب محمد عبد الله البطاني، ملازم أول احمد محمد حاجب، علي الضبعي، حمود بيدر، محمد خميس، عبد الوهاب الشامي، علي أبو لحوم، عبد الله الحمدي، عبد الواحد السياغي.
عين مديراً للدائرة السياسية في القوات المسلحة (ما يعرف حالياً بالتوجية المعنوي) وكان برتبة نقيب. وقد بذل جهداً كبيراً في تنظيم وترتيب أوضاع النشاط السياسي في القوات المسلحة في تلك الفترة.
عين أول سفير لليمن الديمقراطية لدى جمهورية أثيوبيا الديمقراطية الشعبية عام 1975م ونتيجة لجهوده الحثيثة في تطوير وتوطيد علاقات التعاون بين الشعبين والبلدين الصديقين قلده القائد منجستو هيلا ماريام أرفع وسام أثيوبي.
بعد أحداث عام 1978م كلف بتحمل مهام سكرتير أول لجنة منظمة التنظيم السياسي الموحد الجبهة القومية بمحافظة شبوة. اعيد انتخابه عضواً أساسياً في اللجنة المركزية للحزب الاشتراكي اليمني في المؤتمر الأول للحزب عام 1978م وكلف بمواصلة عمله الحزبي كسكرتير أول للجنة منظمة الحزب بمحافظة شبوة وعين محافظاً لها.
عين محافظاً لمحافظة شبوة في أواخر السبعينات بداية الثمانينات وكان له دور كبير في تطوير وإنشاء مشاريع مهمة في المحافظة.
اعيد انتخابه في المؤتمرين الاستثنائي والثالث للحزب عضواً أساسياً في اللجنة المركزية.
انتخب سكرتيراً أول للجنة منظمة الحزب الاشتراكي اليمني بمحافظة عدن في الثمانينات. وواصل عمله الحزبي في هذا الموقع حتى أحداث 13 يناير الدامية.
عضو مجلس الشعب الأعلى منذ تأسيسه في عام 1971م كأول مجلس شعب أعلى لجمهورية اليمن الديمقراطية الشعبية.
له دور كبير وإسهام عظيم ومشهود في تطوير الرياضة في البلاد ومساعدة وتشجيع الرياضيين.
رئيس اتحاد القوات المسلحة لكرة القدم ورئيس فريق الجيش العسكري (فريق القوات المسلحة) لجمهورية اليمن الديمقراطية الشعبية.
اعتقل بعد أحداث 13 يناير الدامي ومورس بحقه شتى أنواع التعذيب الجسدي والنفسي في معتقل (الفتح). رغم قسوة التعذيب وقف ثابتاً وصامداً أمام محاكمات الطغمة الانقلابية الصورية، وعبر عن أراءه بقوة وشجاعة وبسالة وفضح أساليب التعذيب التي مورست بحقه وبحق رفاقه الصامدين الماثلين أمام محكمة النظام .. حيث رمى بقميصه الملطخ بالدم مردداً كلماته المشهورة التي تلقفتها جماهير شعبنا ورددتها: لفقوا ضدنا بما تريدون في محاكمتكم الصورية .. فشكلي وقميصي خير دليل على عدالتكم.

## إعدامه
اعدم رمياً بالرصاص هو ورفاقه الأربعة (فاروق علي أحمد وعلوي حسين فرحان وأحمد حسين موسى ومبارك الدياني) يوم الثلاثاء 29 ديسمبر 1987م في سجن المنصورة المركزي. وسقط شهيداً وبطلاً في سبيل قضية شعبه بعد محاكمات صورية تلث أحداث يناير.